# کامیونکا (شهرستان لوبارتوف)
کامیونکا (به لهستانی:  Kamionka) یک روستا در لهستان است که در گمینا کامیونکا واقع شده‌است. کامیونکا  ۱٬۸۰۰ نفر جمعیت دارد.